# Olympische Sommerspiele 1964/Wasserball
Bei den XVIII. Olympischen Spielen 1964 in Tokio fand ein Wasserball-Turnier statt.
Die zwei besten Teams der vier Vorrundengruppen gelangten in die Halbfinalrunde. Diese umfasste zwei weitere Gruppen mit je vier Teams. Von diesen zogen jeweils die zwei besten in die Finalrunde um die Plätze 1 bis 4 ein, während die Dritt- und Viertplatzierten in einer weiteren Finalgruppe um die Plätze 5 bis 8 spielten.

## Medaillengewinner
| Platz | Land | Spieler |
| ----- | ---- | --- |
| 1     | HUN  | Miklós Ambrus, András Bodnár, Ottó Boros, Zoltán Dömötör, László Felkai, Dezső Gyarmati, Tivadar Kanizsa, György Kárpáti, János Konrád, Mihály Mayer, Dénes Pócsik, Péter Rusorán             |
| 2     | YUG  | Ozren Bonačić, Zoran Janković, Milan Muškatirović, Ante Nardelli, Frane Nonković, Vinko Rosić, Mirko Sandić, Zlatko Šimenc, Božidar Stanišić, Karlo Stipanić, Ivo Trumbić                     |
| 3     | URS  | Wiktor Agejew, Senon Bortkewitsch, Igor Grabowski, Boris Grischin, Eduard Jegorow, Nikolai Kalaschnikow, Nikolay Kuznetsov, Wladimir Kusnezow, Leonid Ossipow, Boris Popow, Wladimir Semjonow |

## Turnierverlauf

### Vorrunde
Gruppe A
| Platz | Team     | Siege | Unent. | Ndlg. | Tore  | Diff. | Punkte |
| ----- | -------- | ----- | ------ | ----- | ----- | ----- | ------ |
| 1.    | Italien  | 2     | 0      | 0     | 09:06 | + 3   | 4      |
| 2.    | Rumänien | 1     | 0      | 1     | 12:08 | + 4   | 2      |
| 3.    | Japan    | 0     | 0      | 2     | 07:14 | - 7   | 0      |

| 11. Oktober | 11:10 | Italien | Rumänien | 4:3 (2:0, 0:2, 2:0, 0:1) |
| 12. Oktober | 10:00 | Italien | Japan    | 5:3 (3:1, 1:0, 0:1, 1:1) |
| 13. Oktober | 11:10 | Japan   | Rumänien | 4:9 (1:1, 2:3, 0:2, 1:3) |

Gruppe B
| Platz | Team        | Siege | Unent. | Ndlg. | Tore | Diff. | Punkte |
| ----- | ----------- | ----- | ------ | ----- | ---- | ----- | ------ |
| 1.    | Sowjetunion | 2     | 0      | 0     | 9:2  | + 7   | 4      |
| 2.    | Deutschland | 1     | 0      | 1     | 5:4  | + 1   | 2      |
| 3.    | Australien  | 0     | 0      | 2     | 1:9  | - 8   | 0      |

| 11. Oktober | 16:30 | Sowjetunion | Australien  | 6:0 (1:0, 1:0, 2:0, 2:0) |
| 12. Oktober | 11:10 | Sowjetunion | Deutschland | 3:2 (1:2, 0:0, 1:0, 1:0) |
| 13. Oktober | 16:30 | Australien  | Deutschland | 1:3 (0:1, 1:0, 0:2, 0:0) |

Gruppe C
| Platz | Team               | Siege | Unent. | Ndlg. | Tore  | Diff. | Punkte |
| ----- | ------------------ | ----- | ------ | ----- | ----- | ----- | ------ |
| 1.    | Jugoslawien        | 3     | 0      | 0     | 17:03 | + 14  | 6      |
| 2.    | Niederlande        | 2     | 0      | 1     | 11:13 | - 2   | 4      |
| 3.    | Vereinigte Staaten | 1     | 0      | 2     | 12:9  | + 3   | 2      |
| 4.    | Brasilien          | 0     | 0      | 3     | 03:18 | - 15  | 0      |

| 11. Oktober | 10:00 | Brasilien   | Niederlande | 2:3 (1:1, 0:1, 0:0, 1:1) |
| 11. Oktober | 18:50 | Jugoslawien | USA         | 2:1 (1:1, 0:0, 0:0, 1:0) |
| 12. Oktober | 17:40 | Jugoslawien | Niederlande | 7:2 (1:0, 2:2, 1:0, 3:0) |
| 12. Oktober | 18:50 | USA         | Brasilien   | 7:1 (1:0, 1:0, 3:0, 2:1) |
| 13. Oktober | 10:00 | Jugoslawien | Brasilien   | 8:0 (3:0, 0:0, 4:0, 1:0) |
| 13. Oktober | 18:50 | USA         | Niederlande | 4:6 (2:2, 0:3, 0:0, 2:1) |

Gruppe D
| Platz | Team                          | Siege | Unent. | Ndlg. | Tore  | Diff. | Punkte |
| ----- | ----------------------------- | ----- | ------ | ----- | ----- | ----- | ------ |
| 1.    | Ungarn                        | 2     | 0      | 0     | 16:01 | + 15  | 4      |
| 2.    | Belgien                       | 1     | 0      | 1     | 08:10 | - 2   | 2      |
| 3.    | Vereinigte Arabische Republik | 0     | 0      | 2     | 06:19 | - 13  | 0      |

| 11. Oktober | 17:40 | Ungarn | VAR     | 11:1 (2:1, 3:0, 2:0, 4:0) |
| 12. Oktober | 11:10 | Ungarn | Belgien | 5:0 (0:0, 2:0, 3:0, 0:0)  |
| 13. Oktober | 16:30 | VAR    | Belgien | 5:8 (1:2, 3:3, 1:2, 0:1)  |

### Halbfinalrunde
Gruppe A/B
| Platz | Team        | Siege | Unent. | Ndlg. | Tore  | Diff. | Punkte |
| ----- | ----------- | ----- | ------ | ----- | ----- | ----- | ------ |
| 1.    | Sowjetunion | 2     | 1      | 0     | 07:04 | + 3   | 5      |
| 2.    | Italien     | 2     | 0      | 1     | 06:06 | 0     | 4      |
| 3.    | Rumänien    | 1     | 1      | 1     | 10:10 | 0     | 3      |
| 4.    | Deutschland | 0     | 0      | 3     | 07:10 | - 3   | 0      |

| 14. Oktober | 14:15 | Italien     | Sowjetunion | 0:2 (0:1, 0:1, 0:0, 0:0) |
| 14. Oktober | 15:20 | Rumänien    | Deutschland | 5:4 (0:0, 1:1, 2:0, 2:3) |
| 15. Oktober | 13:00 | Italien     | Deutschland | 2:1 (0:0, 0:0, 1:0, 1:1) |
| 15. Oktober | 18:50 | Sowjetunion | Rumänien    | 2:2 (0:0, 1:1, 1:0, 0:1) |

Gruppe C/D
| Platz | Team        | Siege | Unent. | Ndlg. | Tore  | Diff. | Punkte |
| ----- | ----------- | ----- | ------ | ----- | ----- | ----- | ------ |
| 1.    | Jugoslawien | 2     | 1      | 0     | 17:08 | + 9   | 5      |
| 2.    | Ungarn      | 2     | 1      | 0     | 15:09 | + 6   | 5      |
| 3.    | Niederlande | 1     | 0      | 2     | 14:18 | - 4   | 2      |
| 4.    | Belgien     | 0     | 0      | 3     | 07:18 | - 11  | 0      |

| 14. Oktober | 10:00 | Ungarn      | Niederlande | 6:5 (3:0, 1:2, 1:1, 1:2) |
| 14. Oktober | 13:00 | Jugoslawien | Belgien     | 6:2 (2:0, 2:1, 1:0, 1:1) |
| 15. Oktober | 15:20 | Niederlande | Belgien     | 7:5 (3:2, 2:1, 0:1, 2:1) |
| 15. Oktober | 19:20 | Jugoslawien | Ungarn      | 4:4 (3:0, 0:3, 1:0, 0:1) |

### Finalrunde
Plätze 1 bis 4
| Platz | Team        | Siege | Unent. | Ndlg. | Tore | Diff. | Punkte |
| ----- | ----------- | ----- | ------ | ----- | ---- | ----- | ------ |
| 1.    | Ungarn      | 2     | 1      | 0     | 12:7 | + 5   | 5      |
| 2.    | Jugoslawien | 2     | 1      | 0     | 08:5 | + 3   | 5      |
| 3.    | Sowjetunion | 1     | 0      | 2     | 04:7 | - 3   | 2      |
| 4.    | Italien     | 0     | 0      | 3     | 02:7 | - 5   | 0      |

| 17. Oktober | 13:00 | Italien     | Ungarn      | 1:3 (0:0, 1:0, 0:2, 0:1) |
| 17. Oktober | 19:30 | Jugoslawien | Sowjetunion | 2:0 (0:0, 0:0, 2:0, 0:0) |
| 18. Oktober | 13:00 | Italien     | Jugoslawien | 1:2 (0:1, 0:1, 0:0, 1:0) |
| 18. Oktober | 16:00 | Sowjetunion | Ungarn      | 2:5 (0:1, 2:0, 0:1, 0:3) |

Plätze 5 bis 8
| Platz | Team        | Siege | Unent. | Ndlg. | Tore  | Diff. | Punkte |
| ----- | ----------- | ----- | ------ | ----- | ----- | ----- | ------ |
| 5.    | Rumänien    | 2     | 0      | 1     | 14:10 | + 4   | 4      |
| 6.    | Deutschland | 2     | 0      | 1     | 14:12 | + 2   | 4      |
| 7.    | Belgien     | 1     | 0      | 2     | 13:15 | - 2   | 2      |
| 8.    | Niederlande | 1     | 0      | 2     | 12:16 | - 4   | 2      |

| 17. Oktober | 14:10 | Rumänien    | Niederlande | 6:1 (2:0, 1:1, 1:0, 2:0) |
| 17. Oktober | 15:20 | Deutschland | Belgien     | 5:3 (0:1, 1:1, 1:1, 3:0) |
| 18. Oktober | 13:50 | Rumänien    | Belgien     | 3:5 (0:1, 1:1, 0:1, 2:2) |
| 18. Oktober | 14:40 | Deutschland | Niederlande | 5:4 (0:1, 2:0, 0:1, 3:2) |

## Quelle
- Volker Kluge: Olympische Sommerspiele. Die Chronik II. London 1948 – Tokio 1964. Sportverlag Berlin, Berlin 1998, ISBN 3-328-00740-7, S. 756–757.